# Удовицький Ігор Миколайович
І́гор Микола́йович Удови́цький (нар. 21 червня 1973 — пом. 10 грудня 2014) — старший сержант Збройних Сил України, учасник російсько-української війни.

## Життєпис
Працював у ПАТ «Дніпровагонмаш». Призваний за мобілізацією 16 травня 2014-го, головний сержант взводу, командир розвідувального відділення 39-го батальйону територіальної оборони «Дніпро-2».
10 грудня 2014-го до військових на блокпосту звернулися люди у формі працівників Луганського енергетичного об'єднання та попросили допомоги в ремонті ЛЕП. Військовики, не перевіривши документи, поїхали допомагати. Поблизу села Кряківка автомобіль розстріляли терористи із засідки, тоді ж загинув сержант Володимир Коновалов, ще один вояк був поранений.
Похований на Алеї Слави кладовища Соцміста у Дніпродзержинську.
Без Ігоря лишились дружина Наталія і донька 2006 р.н.

## Нагороди та вшанування
- Указом Президента України № 270/2015 від 15 травня 2015 року, «за особисту мужність і високий професіоналізм, виявлені у захисті державного суверенітету та територіальної цілісності України, вірність військовій присязі», нагороджений орденом «За мужність» III ступеня (посмертно)[1].
- Розпорядженням міського голови м. Кам'янське від 11 жовтня 2016 року нагороджений пам'ятною відзнакою міського голови – нагрудним знаком «Захисник України» (посмертно)[2].
- Нагороджений знаком «Обов'язок виконано з честю» (посмертно).
- 4 травня 2016 року на будівлі Дніпродзержинської середньої загальноосвітньої школи №4 імені А.С.Макаренка (нині - Гімназія №4 ім. А.С. Макаренка), де навчався Ігор Удовицький, йому було відкрито меморіальну дошку[3].
- Вшановується в меморіальному комплексі «Зала пам'яті», в щоденному ранковому церемоніалі 10 грудня[4][5].